# .ps
.ps es el dominio de nivel superior geográfico (ccTLD) para Palestina.